# MAC adresa
MAC adresa (z anglického „Media Access Control“) je jednoznačný identifikátor síťového zařízení, který používají různé protokoly druhé (spojové) vrstvy OSI. Je přiřazována síťové kartě bezprostředně při její výrobě (u starších karet je přímo uložena do EEPROM paměti), a proto se jí také někdy říká fyzická adresa, nicméně ji lze u moderních karet dodatečně změnit. Ethernetová MAC adresa se skládá ze 48 bitů a podle standardu by se měla zapisovat jako šestice dvojciferných hexadecimálních čísel oddělených pomlčkami (např. 01-23-45-67-89-ab), často se však odděluje dvojtečkami (01:23:45:67:89:ab), někdy také jako tři skupiny čtyř hexadecimálních čísel (např. 0123.4567.89ab). Při převodu na 48bitové číslo se převede každá šestnáctková dvojice na dvojkové číslo (např. 01(hex) = 00000001(bin), 23(hex) = 00100011(bin) atd.).

## Jedinečnost adres
Původní standard MAC adresy přidělené výrobcem předpokládal, že adresa bude vždy celosvětově jedinečná. Z hlediska přidělování je rozdělena na dvě poloviny. O první polovinu musí výrobce požádat centrálního správce adresního prostoru a je u všech karet daného výrobce stejná (či alespoň velké skupiny karet, velcí výrobci mají k dispozici několik hodnot pro první polovinu). Výrobce by pak každé vyrobené kartě či zařízení přiřadil jedinečnou hodnotu druhé poloviny adresy. Jednoznačnost měla usnadnit správu lokálních sítí – novou kartu by šlo zapojit a spolehnout se na to, že bude jednoznačně identifikována. V reálném prostředí byl však předpoklad jedinečnosti často porušován výrobci, kteří iterativně používali stejné rozsahy MAC adres při výrobě síťových karet s určitým časovým odstupem. V případě, že se v lokální síti poté objeví dvě zařízení, která mají stejnou MAC adresu, je tato kolize obvykle řešena virtuální změnou (u moderních karet). Pravděpodobnost této kolize je však velice nízká a projevuje se obvykle až u velkých lokálních sítí.

## Detaily adresy

Podrobné schéma MAC adresy

Původní IEEE 802 MAC adresa pochází z původního Ethernetového schématu adresování od Xeroxu. Tento 48bitový adresový prostor obsahuje 248 neboli 281 474 976 710 656 možných MAC adres.
Všechny tři číselné soustavy používají stejné formátování a liší se pouze v délce. Adresy mohou být buď univerzálně spravované adresy anebo lokálně spravované adresy. Univerzálně spravované adresy jsou unikátní adresy přidělovány výrobcem zařízení. První tři oktety (v pořadí ve kterém se přenáší) identifikují výrobce, který přiděloval adresu, používá se u nich označení OUI (Organizationally Unique Identifier – Unikátní identifikace organizace). Následující tři (MAC-48 a EUI-48) nebo pět (EUI-64) oktetů je přidělováno výrobcem jakýmkoliv způsobem, který uznají za vhodný, přičemž ale musí dodržet unikátnost každé adresy. IEEE neočekává rozšíření MAC adresy dříve než v roce 2100; a EUI-64 pravděpodobně nebude v blízké budoucnosti vyčerpána. Lokálně spravované adresy jsou přidělovány správcem sítě a přepisují adresy určené výrobcem. Lokálně spravované adresy neobsahují OUI.
Univerzálně spravované adresy a lokálně spravované adresy se rozlišují druhým nejméně významným bitem nejvýznamnějšího bajtu adresy. Tomuto bitu se také říká U/L bit, tedy zkratka pro Univerzální/Lokální, tento bit určuje jak je tahle adresa spravována. Pokud je bit ve stavu 0, tak je adresa univerzálně spravována. Pokud je bit ve stavu 1, tak je adresa lokálně spravována. Například u adresy 06-00-00-00-00-00 nejvýznamnější bajt je 06(hex), což v dvojkové soustavě je 00000110, kde druhý nejméně významný bit je 1. Takže tato adresa je lokálně administrovaná. Ve všech OUI je tento bit 0.
Následující technologie používají způsob identifikace MAC-48:
- Ethernet
- 802.11 bezdrátové sítě
- Bluetooth
- IEEE 802.5 token ring
- většina ostatních IEEE 802 sítí
- FDDI
- ATM (pouze u virtuálních spojení, součást NSAP address)
- Fibre Channel a Serial Attached SCSI
- ITU-T G.hn standard, který poskytuje způsob vytvoření vysokorychlostní (až 1 gigabit/s) místní sítě za použití existující kabeláže domu (elektrické vedení, telefonií linky a koaxiálních kabelů). Vrstva G.hn Application Protocol Convergence (APC) přijímá Ethernetové rámce, které používají MAC-48 formát a zapouzdří je do G.hn Medium Access Control Service Data Units (MSDUs).

Rozdíl mezi EUI-48 a MAC-48 je čistě nominální: MAC-48 je používána u síťového hardwaru; EUI-48 je určeno pro identifikaci ostatních zařízení a softwaru. (Z definice EUI-48 není „MAC adresa“ ačkoliv jsou syntakticky nerozeznatelné jeden od druhého.)
IEEE považuje název MAC-48 za zastaralý výraz, dříve používaný k identifikaci specifického typu EUI-48 používaného k adresaci hardwarových rozhraní začleněných do existujících síťových aplikací založených na IEEE 802, takže by neměl být používán v budoucnu. Místo toho by se měl používat výraz EUI-48.
Následující technologie používají způsob identifikace EUI-64:
- FireWire
- IPv6 (Upravená EUI-64)
- ZigBee / 802.15.4 / 6LoWPAN bezdrátové sítě v osobní oblasti

## Použití v hostingu
Ačkoliv byla MAC adresa zamýšlena jako permanentní a globálně unikátní identifikace, většina moderního hardwaru umožňuje softwarovou změnu MAC adresy. Změna MAC adresy je nezbytná pro virtualizaci sítě. Změna MAC adresy je také zneužívána při obcházení zabezpečení sítě (MAC spoofing).
Klient nemůže zjistit z MAC adresy jiného klienta, jestli se tento klient nachází na stejné lince jako odesílající klient, nebo jestli je v části sítě spojené mostem.
V TCP/IP sítích může být požadovaná MAC adresa získána, když známe IP adresu, za použití ARP pro Internetový protokol verze 4 (IPv4) nebo pomocí NDP pro IPv6. V broadcastových sítích, jako je Ethernet, MAC adresa unikátně rozlišuje každý uzel té části sítě a umožňuje, aby každý rámec byl označen pro specifické klienty.

## Speciální adresy
- Všesměrová (broadcast) je adresa označující všechna připojená zařízení. Jí adresovaný paket bude přijat všemi zařízeními v dané lokální síti. Všesměrová adresa obsahuje samé jedničky (ff:ff:ff:ff:ff:ff).
- Skupinová (multicast) adresa označuje skupinu připojených zařízení. Přijmou ji všechna zařízení v lokální síti, která byla nakonfigurována za členy skupiny (typicky některá aplikace požádá o vstup do skupiny a karta následně začne přijímat pakety s danou skupinovou adresou). Skupinové adresy mají v nejméně významném bitu prvního bajtu jedničku (01 při zápisu adresy).
- Lokálně spravovaná adresa je přidělována správcem sítě, nikoli výrobcem. Lokálně spravované adresy mají nastaven druhý nejméně významný bit prvního bajtu (02 v zápisu adresy), používají se však jen výjimečně.

## Zjištění MAC adresy
- Windows: Start → Spustit… → napsat cmd a do otevřeného okna napsat ipconfig /all. Vypíší se detaily všech síťových adaptérů včetně jejich MAC adres:

```
Přípona DNS podle připojení . . . : example.net
Popis . . . . . . . . . . . . . . : Realtek RTL8139/810x
Fyzická Adresa. . . . . . . . . . : 00–11–09–95–26-FE
Protokol DHCP povolen . . . . . . : Ano
Automatická konfigurace povolena  : Ano
Adresa IP . . . . . . . . . . . . : 192.168.1.153
Maska podsítě . . . . . . . . . . : 255.255.255.0
Výchozí brána . . . . . . . . . . : 192.168.1.1
Server DHCP . . . . . . . . . . . : 192.168.1.1
Servery DNS . . . . . . . . . . . : 192.168.1.1
Zapůjčeno . . . . . . . . . . . . : 9. října 2008 12:02:15
Zápůjčka vyprší . . . . . . . . . : 8. listopadu 2008 12:02:15
```

- Linux: Přihlásit se do konzole (nebo v grafickém prostředí spustit Terminál) a spustit příkaz ifconfig | grep HWaddr:

```
eth0      Link encap:Ethernet  HWaddr 00:16:17:e1:28:5f
```

- macOS: Spustit aplikaci Terminál a zadat příkaz ifconfig | grep -B1 ether, popřípadě doplněný vnitřním názvem síťové karty (např. ifconfig en0, ifconfig en1). MAC adresa je uvozena slovem ether:

```
en0: flags=8863<UP,BROADCAST,SMART,RUNNING,SIMPLEX,MULTICAST> mtu 1500
	ether 00:1b:63:8a:db:1a 
```